# Mark Williams (actor)
Mark Williams (Bromsgrove, Worcestershire; 22 de agosto de 1959) es un actor, comediante y presentador británico. Es conocido como una de las estrellas del popular programa de la BBC The Fast Show y por representar a Arthur Weasley en las películas de  Harry Potter.
Estudió en el prestigioso Brasenose College, en Oxford, y fue miembro del Mikron Theatre. Es seguidor del club de fútbol Aston Villa. Actualmente interpreta al Padre Brown en la serie homónima de la BBC desde 2013.

## Primeros años
Williams fue educado en la North Bromsgrove High School y en el Brasenose College, en Oxford. Actuó con la Oxford University Dramatic Society (OUDS). Después de haber hecho una carrera como actor de teatro y trabajando para la Royal Shakespeare Company y el Royal National Theatre en el camino, llamó la atención del público a través de sus apariciones en los programas humorísticos de televisión de la BBC Alexei Sayle Stuff y The Fast Show. Williams describió la gran popularidad de este último espectáculo como una "espada de doble filo", ya que llevó a que fuera visto por el público como comediante más que como actor.

## Carrera
Williams debutó en el cine junto a otros debutantes como Hugh Grant e Imogen Stubbs en Privileged, una producción de la Oxford University Film Foundation de 1982.
Su papel más famoso en el cine es el del mago Arthur Weasley en la serie de películas de Harry Potter, que comenzó en 2002. Otras apariciones de alto perfil incluyen la adaptación de la obra de Neil Gaiman Stardust, junto a Michelle Pfeiffer, Robert De Niro y Claire Danes en 2007, y un papel en Doctor Who como Brian Williams, padre del compañero del Doctor, Rory.
En 2013, apareció en el papel principal en el drama de la BBC Father Brown. Williams también apareció en la primera temporada de Blandings, la adaptación de la BBC de las historias de P. G. Wodehouse Blandings Castle, transmitida en 2013, en la que interpretó a Beach, el mayordomo de Emsworth; su actuación fue descrita como "una delicia" por el crítico Quentin Letts del periódico Daily Mail, pero no regresó para la segunda temporada del programa, por lo que fue reemplazado por Tim Vine.
En 2014 y 2015, presentó el programa de juegos diurnos The Link, de la BBC. El espectáculo duró dos temporadas al aire.
Además de su trabajo de actuación, Williams también ha presentado varios programas documentales: Big Bangs (sobre la historia de los explosivos), The Rails, Industrial Revelations y More Industrial Revelations.
Es partidario del club Aston Villa aunque, viviendo en Lewes, también apoya al Brighton & Hove Albion.
Entrevistado en 2014 por el Lancashire Evening Post, cuando se le preguntó si algunas personas todavía lo veían como un actor de comedia, Williams respondió con humor: "Bueno, son solo unas pocas personas en la BBC. En Estados Unidos me ven como un importante actor de carácter británico, pero desafortunadamente, la BBC es bastante parroquial y la gente está institucionalizada aquí".

## Filmografía

### Cine
| Año  | Título                                             | Rol                | Notas      |
| ---- | -------------------------------------------------- | ------------------ | ---------- |
| 1982 | Privileged                                         | Wilf               |            |
| 1987 | Out of Order                                       | PC                 |            |
| 1988 | High Season                                        | Benny              |            |
| 1994 | Prince of Jutland                                  | Aslak              |            |
| 1996 | 101 dálmatas                                       | Horace             |            |
| 1997 | The Borrowers                                      | Exterminador Jeff  |            |
| 1998 | Shakespeare in Love                                | Wabash             |            |
| 1999 | Whatever Happened to Harold Smith?                 | Roland Thornton    |            |
| 2000 | High Heels and Low Lifes                           | Tremaine           |            |
| 2001 | Second Star to the Left                            | Duke               |            |
| 2002 | Harry Potter y la cámara secreta                   | Arthur Weasley     |            |
| 2002 | Anita and Me                                       | Tío Alan           |            |
| 2002 | The Final Curtain                                  | Declan Farrell     |            |
| 2004 | Agent Cody Banks 2: Destination London             | Inspector Crescent |            |
| 2004 | Harry Potter y el prisionero de Azkaban            | Arthur Weasley     |            |
| 2005 | Harry Potter y el cáliz de fuego                   | Arthur Weasley     |            |
| 2006 | A Cock and Bull Story                              | Ingoldsby          |            |
| 2007 | Harry Potter y la Orden del Fénix                  | Arthur Weasley     |            |
| 2007 | Stardust                                           | Billy el posadero  |            |
| 2009 | Harry Potter y el misterio del príncipe            | Arthur Weasley     |            |
| 2010 | Harry Potter y las Reliquias de la Muerte: parte 1 | Arthur Weasley     |            |
| 2010 | Flutter                                            | Raymond            |            |
| 2011 | Harry Potter y las Reliquias de la Muerte: parte 2 | Arthur Weasley     |            |
| 2011 | Albert Nobbs                                       | Sean               |            |
| 2016 | Golden Years                                       | Publican           |            |
| 2018 | Early Man                                          | Barry              | Rol de voz |

## Filmografía parcial

### Cine y televisión
- Privileged (1982)
- Out of Order (1987)
- High Season (1987)
- The StoryTeller (1987)
- Red Dwarf
- Stuff 1988
- Health and Efficiency
- 101 dálmatas (1996)
- The Borrowers (1997)
- The Fast Show Live (1998)
- Shakespeare in Love (1998)
- The Strangerers (2000)
- Harry Potter y la cámara secreta (2002)
- Agente Cody Banks 2 (2004)
- Harry Potter y el prisionero de Azkaban (2004)
- Mark Williams on the Rails (2004)
- Harry Potter y el cáliz de fuego (2005)
- Mark Williams' Big Bangs (2006)
- Stardust (película) (2007)
- Harry Potter y la Orden del Fénix (2007)
- Sense and Sensibility (serie de televisión) (2008)
- Harry Potter y el misterio del príncipe (2009)
- Merlín (2010) como The Goblin
- Harry Potter y las Reliquias de la Muerte: parte 1 (2010)
- Harry Potter y las Reliquias de la Muerte: parte 2 (2011)
- Albert Nobbs (2011)
- Being Human (2011)
- Padre Brown, serie TV (2013-¿?)
- Golden Years (2016)